# San Francisco de Ojuera (ort)
San Francisco de Ojuera är en ort i Honduras.   Den ligger i departementet Departamento de Santa Bárbara, i den västra delen av landet, 130 km nordväst om huvudstaden Tegucigalpa. San Francisco de Ojuera ligger 434 meter över havet och antalet invånare är 853.
Terrängen runt San Francisco de Ojuera är kuperad. Runt San Francisco de Ojuera är det ganska glesbefolkat, med 34 invånare per kvadratkilometer. Närmaste större samhälle är Santa Bárbara, 19,6 km norr om San Francisco de Ojuera. Omgivningarna runt San Francisco de Ojuera är en mosaik av jordbruksmark och naturlig växtlighet.